# Luke Tomlinson
Luke Tomlinson (* 27. Januar 1977 in Großbritannien) ist ein professioneller englischer Polospieler und aktueller Kapitän der englischen Polo-Nationalmannschaft. Er hat ein Handicap von 7 in Großbritannien und 8 in Argentinien und ist damit einer der besten britischen Spieler.

## Leben
Luke Tomlinson wurde in eine Familie von Polospielern hineingeboren. Sein Großvater mütterlicherseits war der Gründer des „Woolmers Park Polo Club“. Tomlinson ist der älteste Sohn von Claire Tomlinson, eine der besten weiblichen Polospielerinnen, und Simon Tomlinson. Seine Geschwister Emma und Mark spielen ebenfalls Polo. Zusammen mit seiner Familie betreibt er den „Beaufort Polo Club“.
Tomlinson erhielt seine akademische Ausbildung am Eton College und an der University of the West of England.
Zu seinen sportlichen Erfolgen gehören bislang der Gewinn des Queen’s Cup, des Gold Cup in Cowdray Park und des Coronation Cup. Außer in England spielt er regelmäßig in Spanien und Argentinien. 2008 nahm er im Team Alegría Park Hyatt an der Qualifikation für die Hurlingham Open und den Argentine Open teil, verlor aber knapp gegen die Mannschaft El Paraiso. Im Februar 2009 war er Teil des englischen Teams im Westchester Cup und errang im Palm Beach International Polo Club in Wellington (Florida) einen Sieg gegen die US-amerikanische Mannschaft. Weiter gewann er 2009 erneut den Queen’s Cup und nahm mit dem Team Alegría an den Hurlingham Open und den Argentine Open in Buenos Aires teil.
Tomlinson geriet 2004 in die Schlagzeilen, als er zusammen mit Otis Ferry, dem Sohn von Brian Ferry, und sechs weiteren Pro-Fuchsjagd-Aktivisten das House of Commons stürmte, um gegen ein Gesetz gegen Fuchsjagd zu protestieren. Alle acht wurden wegen Störung der öffentlichen Ruhe zu £350 Geldstrafe und 18 Monaten Haft auf Bewährung verurteilt.